# Dom van Mestre

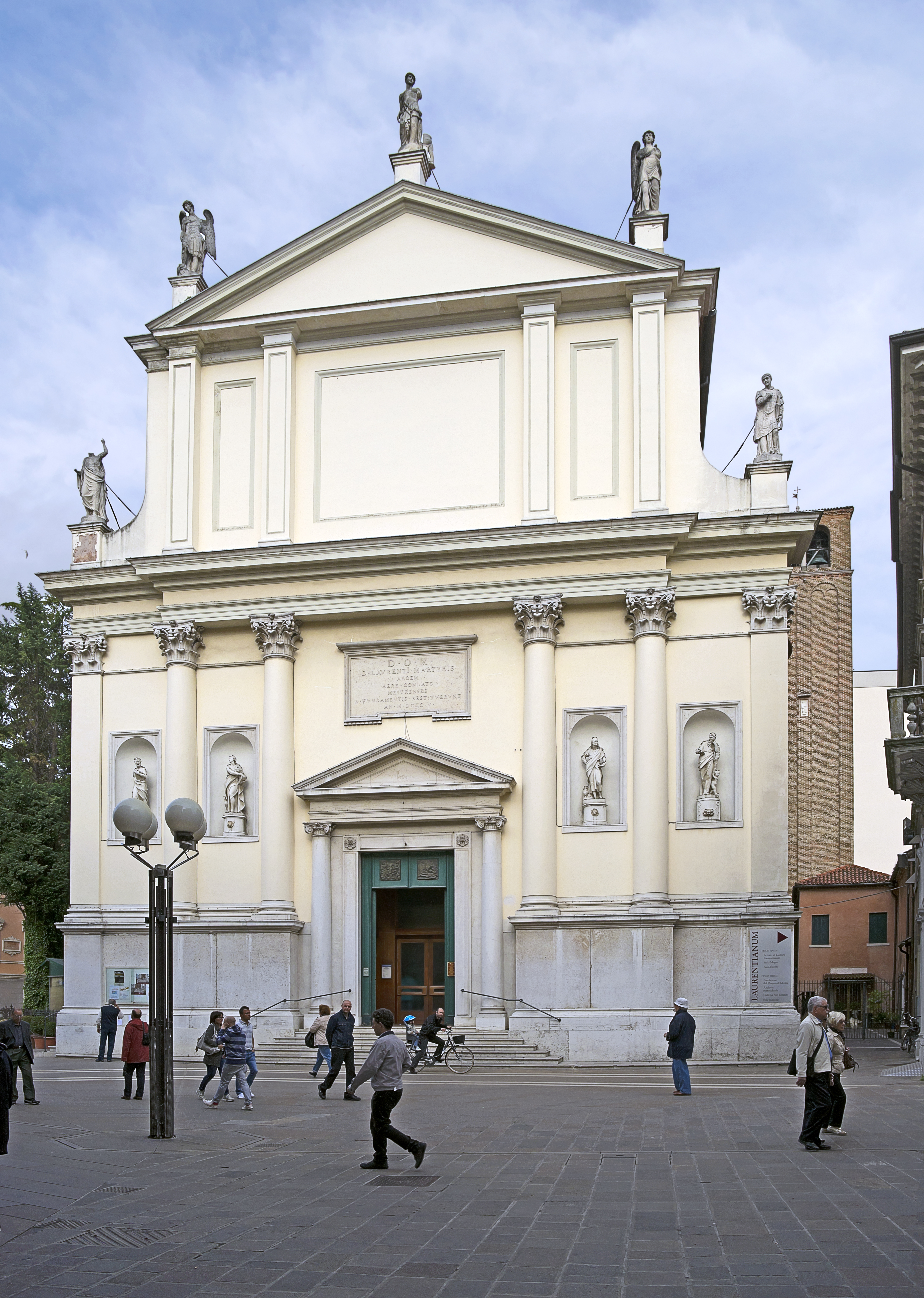
Dom San Lorenzo in Mestre, Venetië, Italië

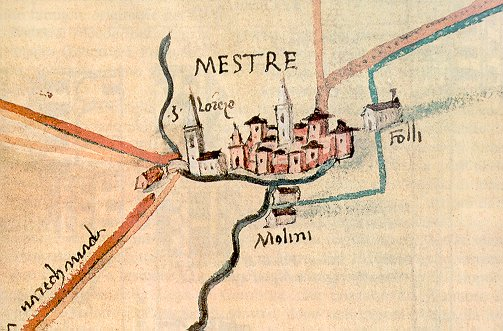
Dom San Lorenzo in de 15e eeuw

De Dom van Mestre of Aartspriesterlijke kerk San Lorenzo is gelegen in Mestre, in de Noord-Italiaanse gemeente Venetië. De oudste kerk San Lorenzo dateerde van de 10e eeuw. De laatste versie werd gebouwd in de jaren 1781-1805 en heeft een neoclassicistische bouwstijl.
De kerk is toegewijd aan Laurentius van Rome, een heilige en martelaar in de Roomse Kerk.

## Historiek
De bisschop van Treviso verkreeg van keizer Berengarius I van Friuli, keizer van het Heilige Roomse Rijk, het grondgebied Mestre. Berengarius' opvolger, Otto I versloeg de Hongaren in de Slag op het Lechveld (955). In deze periode dook de eerste melding op van een parochiekerk San Lorenzo in Mestre. De parochiekerk nam Laurentius als patroonheilige omwille van diens feestdag tijdens de veldslag. De bisschop van Treviso verkreeg van paus Eugenius III de bevestiging dat hij de wereldlijke heer was van Mestre (1152). Zo bezat hij het kasteel en bestuurde hij de haven van Mestre. De bisschop hield rechtspraak voor de poort van de kerk. De kerk werd bediend door een aartspriester van de bisschop van Treviso.
Een eeuw later, in de 13e eeuw, verloor de bisschop van Treviso de wereldlijke macht in Mestre, ten voordele van lokale heren. Zijn aartspriester werkte in de dom in een ommuurde stad die voortaan buiten de macht van de bisschop lag.
Vanaf 1337 behoorde Mestre territoriaal tot de republiek Venetië. 
De Dom van Mestre werd in de loop der eeuwen enkele malen herbouwd en gerestaureerd. De laatste en huidige versie van de Dom van Mestre is deze gebouwd in de jaren 1781-1805. Deze is de grootste versie omwille van de toename der bevolking.
In 1926 werd de gemeente deel van de stad Venetië. Een jaar later werd de Dom van Mestre kerkelijk afhankelijk van de patriarch van Venetië en niet meer van de bisschop van Treviso.